# 潘迪诺
潘迪诺（義大利語：Pandino），是意大利克雷莫纳省的一个市镇。总面积22平方公里，人口9090人，人口密度413.2人/平方公里（2009年）。国家统计（ISTAT）代码为019067。

## 友好城市
- 法國谷地圣但尼 2001年

## 潘迪諾堡
潘迪諾堡(意大利語:Castello Visconteo di Pandino)是潘迪諾內的一座城堡，建於14世紀1355年至1370年間，
由當時的米蘭領主貝爾納波·維斯孔蒂擁有，此城堡為其的狩獵小屋。該建築具有當時維斯康蒂低地城堡的典型形狀：方形平面，有4座方形角塔，底層有一個尖拱形門廊的內部庭院，以及一個帶有方形柱子的上部涼廊。建成後，大部分牆壁上都畫有壁畫，大部分是幾何圖案和貝爾納博·維斯康蒂的徽章、蛇'、梯和他的妻子比阿特麗斯·雷吉娜·德拉·斯卡拉。最初，城堡周圍有護城河。
15世紀，當潘迪諾堡傳給斯福爾扎家族時，它得到了加固，建有兩座門塔，東南角的塔樓也被加高。這樣做是為了保護城堡免受逼近的威尼斯軍隊的侵害。後來威尼斯人兩次佔領了這座城堡，並佔領了幾年。後來這座城堡又經過幾個貴族家族的手中，直到1552年才落入阿達侯爵]中。達達家族隨後擁有這座城堡，直到 1947 年將其出售給當地議會。當時這座城堡已經破敗不堪，並被用於農業用途，因此隨後得到了修復。
潘迪諾堡現在設有市政辦公室、圖書館和警察哨所，白天遊客可以自由進入庭院。